# Adele Live 2016
Az Adele Live 2016 Adele angol énekesnő harmadik koncertsorozata, mellyel a 25 című albumát népszerűsítette. A turné 2016. február 29-én indult az Észak-Írországi Belfastból, amit további Nyugat-Európai és Észak-Amerikai koncertek követnek egészen 2016. november 15-ig, amikor Adele Mexikóban lépett színpadra utoljára a turné 2016-os szakaszában. 2017-ben az énekesnő ellátogatott Ausztráliába és Új-Zélandra is, ahol nagy befogadóképességű stadionokban lépett fel. A turné lezárása alkalmából kettő újabb koncertet hirdettek meg Londonban a Wembley Stadionba, így a turné összesen 120 állomásból állt.

## Előzmények

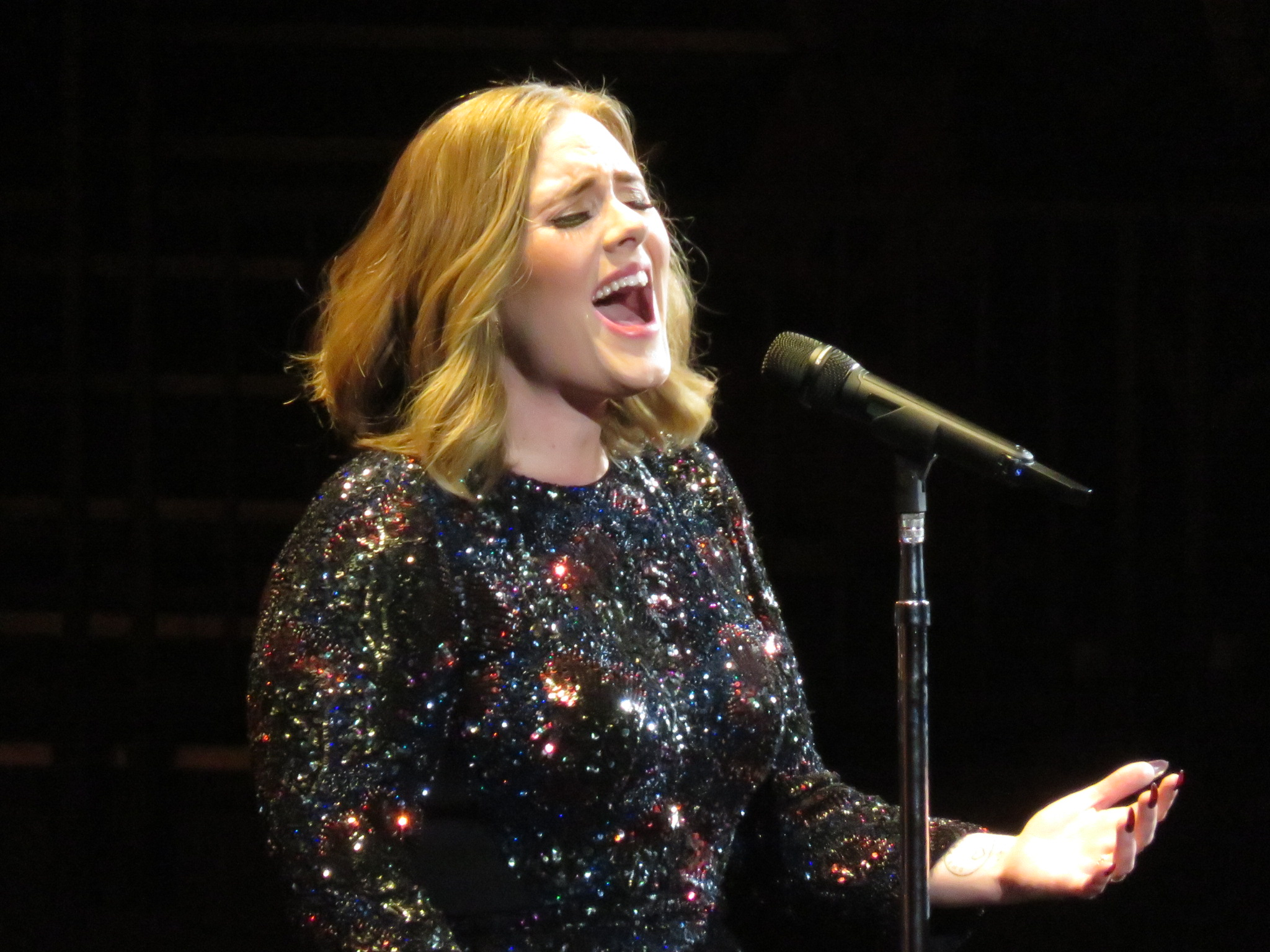
Adele 2016 márciusában a Genting Arénában

Adele 2015. november 26-án, nem sokkal a népszerűsített albumának megjelenése után jelentette be a turné Nyugat-Európai szakaszának állomásait. A jegyek december 4-én váltak elérhetővé és még aznap számos aréna megerősítette a teltházat, így további koncerteket kellett meghirdetni.
A jegyek az értékesítés megindulása után, percek alatt elfogytak. A glasgow-i SSE Hydro aréna megerősítette, hogy a rendelkezésre álló jegyek 100 százaléka elkelt két perc alatt. Egy átlagos, körülbelül 15 ezer férőhelyes arénában tartott koncertekre mintegy 50 ezer ember próbált jegyet vásárolni az Egyesült Királyságban.
2015. december 14-én Adele bejelentette a turné Észak-Amerikai szakaszát is. Az énekesnő 2016 második felében hat-hat koncertet fog adni a Los Angeles-i Staples Centerben és a New York-i Madison Square Gardenben.

## Fogadtatás

### A nyitóeste
A turné rendkívül pozitív fogadtatásban részesült. A The Daily Telegraph a belfasti koncertet a maximális öt csillagra értékelte. A lap egyik újságírója, Bernadette McNulty a viszonylag drága koncertjegyek ellenére is azt írta, hogy Adele minden pénzt megér. McNulty szerint az énekesnőnek kétségkívül akkora rajongótábora van, hogy végtelen arénákat is megtölthetne. Adele belépője igencsak színházira sikeredettː az aréna közepén a színpad alól emelkedett fel, miközben a főszínpadon egy óriási kivetítőn az énekesnő gigantikus szemei láthatók.
Amanda Ferguson a Belfast Telegraph-tól azt írta, hogy Adele humoros, karizmatikus és rendkívül tehetséges.

### London
A turné hat londoni koncertje a The O2 Arénában nagy sikereket aratott. Ashley Percival a The Huffington Post-tól a koncertek egyikét öt csillagra értékelte. Szerinte értékelendő dolog az, hogy valaki a jól begyakorolt tánckoreográfiák és egyéb vizuális effektek nélkül is képes fenntartani több tízezer ember figyelmét.

## Dallista

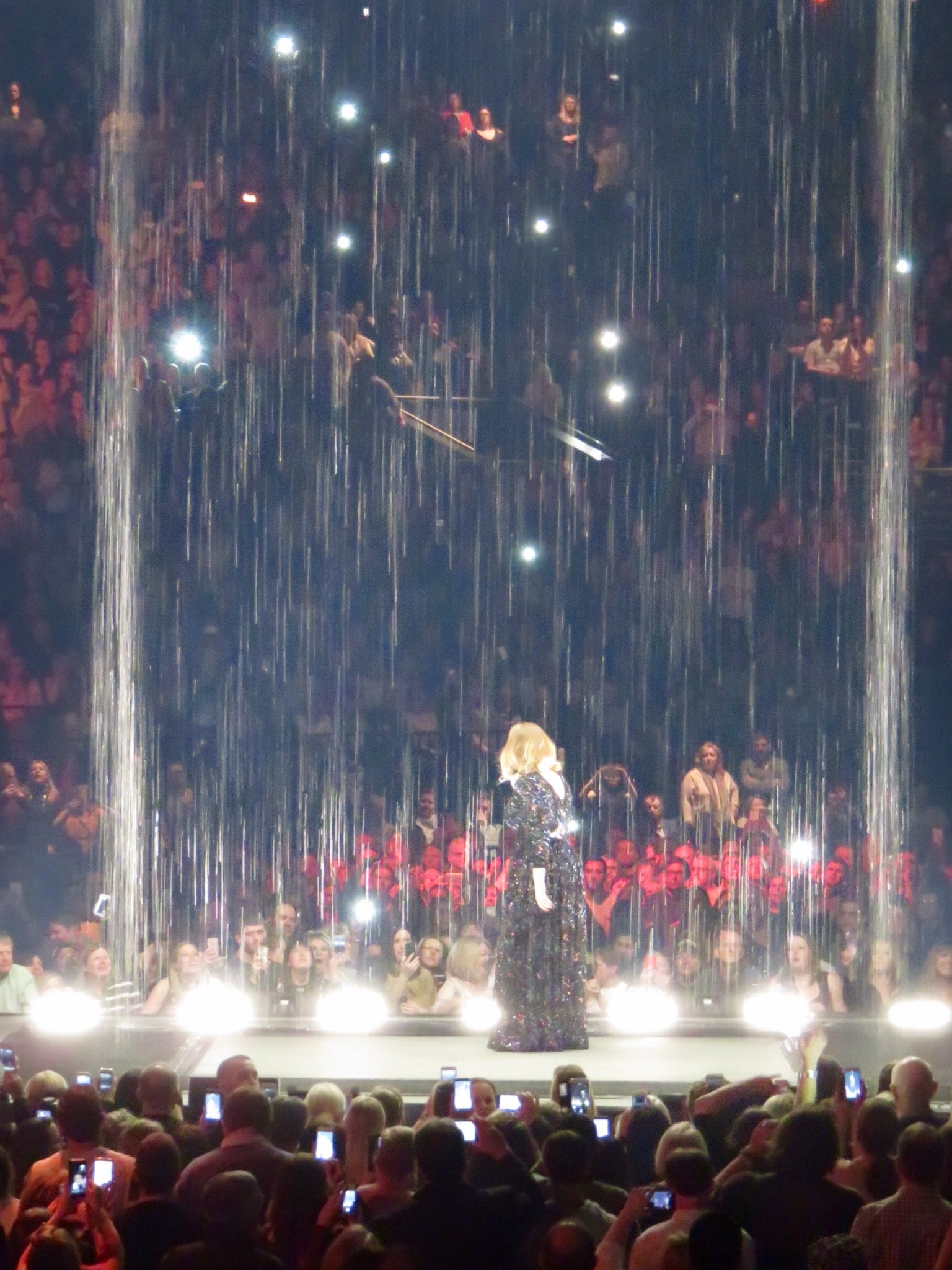
Adele a Set Fire to the Rain közben

A következő dallista a 2016. február 29-én adott koncert dalait tartalmazza.
1. "Hello"
2. "Hometown Glory"
3. "One and Only"
4. "Rumour Has It"
5. "Water Under the Bridge"
6. "I Miss You"
7. "Skyfall"
8. "Million Years Ago"
9. "Don't You Remember"
10. "Send My Love (To Your New Lover)"
11. "Make You Feel My Love"
12. "Sweetest Devotion"
13. "Chasing Pavements"
14. "Someone like You"
15. "Set Fire to the Rain"
16. "All I Ask"
17. "When We Were Young"
18. "Rolling in the Deep"

Egyéb információk
- Az első verónai koncert során Adele előadta a "Love in the Dark" című dalát.[11]

## A turné állomásai
| Dátum                          | Város              | Ország             | Helyszín                         | Eladott jegyek                                                  | Bevétel                                                         |
| Szakasz 1 — Európa             | Szakasz 1 — Európa | Szakasz 1 — Európa | Szakasz 1 — Európa               | Szakasz 1 — Európa                                              | Szakasz 1 — Európa                                              |
| ------------------------------ | ------------------ | ------------------ | -------------------------------- | --------------------------------------------------------------- | --------------------------------------------------------------- |
| 2016. február 29.              | Belfast            | Észak-Írország     | SSE Arena                        | 21,593 / 21,593                                                 | $2,326,160                                                      |
| 2016. március 1.               | Belfast            | Észak-Írország     | SSE Arena                        | 21,593 / 21,593                                                 | $2,326,160                                                      |
| 2016. március 4.               | Dublin             | Írország           | 3Arena                           | 25,290 / 25,290                                                 | $2,617,060                                                      |
| 2016. március 5.               | Dublin             | Írország           | 3Arena                           | 25,290 / 25,290                                                 | $2,617,060                                                      |
| 2016. március 7.               | Manchester         | Anglia             | Manchester Arena                 | 63,209 / 63,209                                                 | $7,243,160                                                      |
| 2016. március 8.               | Manchester         | Anglia             | Manchester Arena                 | 63,209 / 63,209                                                 | $7,243,160                                                      |
| 2016. március 10.              | Manchester         | Anglia             | Manchester Arena                 | 63,209 / 63,209                                                 | $7,243,160                                                      |
| 2016. március 11.              | Manchester         | Anglia             | Manchester Arena                 | 63,209 / 63,209                                                 | $7,243,160                                                      |
| 2016. március 15.              | London             | Anglia             | O2 Aréna                         | 126,043 / 126,043                                               | $14,759,300                                                     |
| 2016. március 16.              | London             | Anglia             | O2 Aréna                         | 126,043 / 126,043                                               | $14,759,300                                                     |
| 2016. március 18.              | London             | Anglia             | O2 Aréna                         | 126,043 / 126,043                                               | $14,759,300                                                     |
| 2016. március 19.              | London             | Anglia             | O2 Aréna                         | 126,043 / 126,043                                               | $14,759,300                                                     |
| 2016. március 21.              | London             | Anglia             | O2 Aréna                         | 126,043 / 126,043                                               | $14,759,300                                                     |
| 2016. március 22.              | London             | Anglia             | O2 Aréna                         | 126,043 / 126,043                                               | $14,759,300                                                     |
| 2016. március 25.              | Glasgow            | Skócia             | The SSE Hydro                    | 22,292 / 22,292                                                 | $2,410,390                                                      |
| 2016. március 26.              | Glasgow            | Skócia             | The SSE Hydro                    | 22,292 / 22,292                                                 | $2,410,390                                                      |
| 2016. március 29.              | Birmingham         | Anglia             | Genting Arena                    | 52,562 / 52,562                                                 | $6,426,580                                                      |
| 2016. március 30.              | Birmingham         | Anglia             | Genting Arena                    | 52,562 / 52,562                                                 | $6,426,580                                                      |
| 2016. április 1.               | Birmingham         | Anglia             | Genting Arena                    | 52,562 / 52,562                                                 | $6,426,580                                                      |
| 2016. április 2.               | Birmingham         | Anglia             | Genting Arena                    | 52,562 / 52,562                                                 | $6,426,580                                                      |
| 2016. április 4.               | London             | Anglia             | O2 Aréna                         | A március 15-22. közötti londoni koncerteknél összegezve        | A március 15-22. közötti londoni koncerteknél összegezve        |
| 2016. április 5.               | London             | Anglia             | O2 Aréna                         | A március 15-22. közötti londoni koncerteknél összegezve        | A március 15-22. közötti londoni koncerteknél összegezve        |
| 2016. április 29.              | Stockholm          | Svédország         | Tele2 Arena                      | 30,772 / 30,772                                                 | $2,406,130                                                      |
| 2016. május 1.                 | Oslo               | Norvégia           | Telenor Arena                    | 21,005 / 21,005                                                 | $1,785,430                                                      |
| 2016. május 3.                 | Koppenhága         | Dánia              | Forum Copenhagen                 | 9,907 / 9,907                                                   | $1,146,490                                                      |
| 2016. május 4.                 | Herning            | Dánia              | Jyske Bank Boxen                 | 12,123 / 12,123                                                 | $1,430,260                                                      |
| 2016. május 7.                 | Berlin             | Németország        | Mercedes-Benz Arena              | 23,798 / 23,798                                                 | $2,319,340                                                      |
| 2016. május 8.                 | Berlin             | Németország        | Mercedes-Benz Arena              | 23,798 / 23,798                                                 | $2,319,340                                                      |
| 2016. május 10.                | Hamburg            | Németország        | Barclaycard Arena                | 23,267 / 23,267                                                 | $2,343,370                                                      |
| 2016. május 11.                | Hamburg            | Németország        | Barclaycard Arena                | 23,267 / 23,267                                                 | $2,343,370                                                      |
| 2016. május 14.                | Köln               | Németország        | Lanxess Arena                    | 29,119 / 29,119                                                 | $2,734,650                                                      |
| 2016. május 15.                | Köln               | Németország        | Lanxess Arena                    | 29,119 / 29,119                                                 | $2,734,650                                                      |
| 2016. május 17.                | Zürich             | Svájc              | Hallenstadion                    | 26,480 / 26,480                                                 | $2,730,090                                                      |
| 2016. május 18.                | Zürich             | Svájc              | Hallenstadion                    | 26,480 / 26,480                                                 | $2,730,090                                                      |
| 2016. május 21.                | Lisszabon          | Portugália         | MEO Arena                        | 36,081 / 36,081                                                 | $2,692,990                                                      |
| 2016. május 22.                | Lisszabon          | Portugália         | MEO Arena                        | 36,081 / 36,081                                                 | $2,692,990                                                      |
| 2016. május 24.                | Barcelona          | Spanyolország      | Palau Sant Jordi                 | 31,075 / 31,075                                                 | $2,858,760                                                      |
| 2016. május 25.                | Barcelona          | Spanyolország      | Palau Sant Jordi                 | 31,075 / 31,075                                                 | $2,858,760                                                      |
| 2016. május 28.                | Verona             | Olaszország        | Veronai Aréna                    | 25,512 / 25,512                                                 | $2,008,990                                                      |
| 2016. május 29.                | Verona             | Olaszország        | Veronai Aréna                    | 25,512 / 25,512                                                 | $2,008,990                                                      |
| 2016. június 1.                | Amszterdam         | Hollandia          | Ziggo Dome                       | 51,777 / 51,777                                                 | $4,810,120                                                      |
| 2016. június 3.                | Amszterdam         | Hollandia          | Ziggo Dome                       | 51,777 / 51,777                                                 | $4,810,120                                                      |
| 2016. június 4.                | Amszterdam         | Hollandia          | Ziggo Dome                       | 51,777 / 51,777                                                 | $4,810,120                                                      |
| 2016. június 6.                | Amszterdam         | Hollandia          | Ziggo Dome                       | 51,777 / 51,777                                                 | $4,810,120                                                      |
| 2016. június 9.                | Párizs             | Franciaország      | AccorHotels Arena                | 26,113 / 26,113                                                 | $2,798,970                                                      |
| 2016. június 10.               | Párizs             | Franciaország      | AccorHotels Arena                | 26,113 / 26,113                                                 | $2,798,970                                                      |
| 2016. június 12.               | Antwerpen          | Belgium            | Sportpaleis                      | 52,130 / 52,130                                                 | $5,713,100                                                      |
| 2016. június 13.               | Antwerpen          | Belgium            | Sportpaleis                      | 52,130 / 52,130                                                 | $5,713,100                                                      |
| 2016. június 15.               | Antwerpen          | Belgium            | Sportpaleis                      | 52,130 / 52,130                                                 | $5,713,100                                                      |
| 2016. június 25.               | Pilton             | Anglia             | Glastonbury Festival             | N/A                                                             | N/A                                                             |
| Szakasz 2 — Észak-Amerika      |                    |                    |                                  |                                                                 |                                                                 |
| 2016. július 5.                | Saint Paul         | Egyesült Államok   | Xcel Energy Center               | 30,685 / 30,685                                                 | $3,376,247                                                      |
| 2016. július 6.                | Saint Paul         | Egyesült Államok   | Xcel Energy Center               | 30,685 / 30,685                                                 | $3,376,247                                                      |
| 2016. július 10.               | Chicago            | Egyesült Államok   | United Center                    | 45,635 / 45,635                                                 | $5,074,208                                                      |
| 2016. július 11.               | Chicago            | Egyesült Államok   | United Center                    | 45,635 / 45,635                                                 | $5,074,208                                                      |
| 2016. július 13                | Chicago            | Egyesült Államok   | United Center                    | 45,635 / 45,635                                                 | $5,074,208                                                      |
| 2016. július 16.               | Denver             | Egyesült Államok   | Pepsi Center                     | 27,313 / 27,313                                                 | $2,999,334                                                      |
| 2016. július 17.               | Denver             | Egyesült Államok   | Pepsi Center                     | 27,313 / 27,313                                                 | $2,999,334                                                      |
| 2016. július 20.               | Vancouver          | Kanada             | Rogers Arena                     | 28,959 / 28,959                                                 | $3,238,209                                                      |
| 2016. július 21.               | Vancouver          | Kanada             | Rogers Arena                     | 28,959 / 28,959                                                 | $3,238,209                                                      |
| 2016. július 25.               | Seattle            | Egyesült Államok   | KeyArena                         | 25,003 / 25,003                                                 | $2,890,817                                                      |
| 2016. július 26.               | Seattle            | Egyesült Államok   | KeyArena                         | 25,003 / 25,003                                                 | $2,890,817                                                      |
| 2016. július 30                | San Jose           | Egyesült Államok   | SAP Center                       | 28,002 / 28,002                                                 | $3,224,583                                                      |
| 2016. július 31.               | San Jose           | Egyesült Államok   | SAP Center                       | 28,002 / 28,002                                                 | $3,224,583                                                      |
| 2016. augusztus 2.             | Oakland            | Egyesült Államok   | Oracle Arena                     | 14,577 / 14,577                                                 | $1,722,672                                                      |
| 2016. augusztus 5.             | Los Angeles        | Egyesült Államok   | Staples Center                   | 118,149 / 118,149                                               | $13,821,741                                                     |
| 2016. augusztus 6.             | Los Angeles        | Egyesült Államok   | Staples Center                   | 118,149 / 118,149                                               | $13,821,741                                                     |
| 2016. augusztus 9.             | Los Angeles        | Egyesült Államok   | Staples Center                   | 118,149 / 118,149                                               | $13,821,741                                                     |
| 2016. augusztus 10.            | Los Angeles        | Egyesült Államok   | Staples Center                   | 118,149 / 118,149                                               | $13,821,741                                                     |
| 2016. augusztus 12.            | Los Angeles        | Egyesült Államok   | Staples Center                   | 118,149 / 118,149                                               | $13,821,741                                                     |
| 2016. augusztus 13.            | Los Angeles        | Egyesült Államok   | Staples Center                   | 118,149 / 118,149                                               | $13,821,741                                                     |
| 2016. augusztus 16.            | Phoenix            | Egyesült Államok   | Talking Stick Resort Arena       | 14,166 / 14,166                                                 | $1,573,459                                                      |
| 2016. augusztus 17.            | Phoenix            | Egyesült Államok   | Elmaradt egészségügyi okok miatt | Elmaradt egészségügyi okok miatt                                | Elmaradt egészségügyi okok miatt                                |
| 2016. augusztus 20.            | Los Angeles        | Egyesült Államok   | Staples Center                   | Az augusztus 5-13. közötti los angelesi koncerteknél összegezve | Az augusztus 5-13. közötti los angelesi koncerteknél összegezve |
| 2016. augusztus 21.            | Los Angeles        | Egyesült Államok   | Staples Center                   | Az augusztus 5-13. közötti los angelesi koncerteknél összegezve | Az augusztus 5-13. közötti los angelesi koncerteknél összegezve |
| 2016. szeptember 6.            | Auburn Hills       | Egyesült Államok   | The Palace of Auburn Hills       | 28,812 / 28,812                                                 | $3,007,199                                                      |
| 2016. szeptember 7.            | Auburn Hills       | Egyesült Államok   | The Palace of Auburn Hills       | 28,812 / 28,812                                                 | $3,007,199                                                      |
| 2016. szeptember 9.            | Philadelphia       | Egyesült Államok   | Wells Fargo Center               | 31,251 / 31,251                                                 | $3,698,133                                                      |
| 2016. szeptember 10.           | Philadelphia       | Egyesült Államok   | Wells Fargo Center               | 31,251 / 31,251                                                 | $3,698,133                                                      |
| 2016. szeptember 14.           | Boston             | Egyesült Államok   | TD Garden                        | 27,183 / 27,183                                                 | $3,022,975                                                      |
| 2016. szeptember 15.           | Boston             | Egyesült Államok   | TD Garden                        | 27,183 / 27,183                                                 | $3,022,975                                                      |
| 2016. szeptember 19.           | New York           | Egyesült Államok   | Madison Square Garden            | 86,652 / 86,652                                                 | $9,829,597                                                      |
| 2016. szeptember 20.           | New York           | Egyesült Államok   | Madison Square Garden            | 86,652 / 86,652                                                 | $9,829,597                                                      |
| 2016. szeptember 22.           | New York           | Egyesült Államok   | Madison Square Garden            | 86,652 / 86,652                                                 | $9,829,597                                                      |
| 2016. szeptember 23.           | New York           | Egyesült Államok   | Madison Square Garden            | 86,652 / 86,652                                                 | $9,829,597                                                      |
| 2016. szeptember 25.           | New York           | Egyesült Államok   | Madison Square Garden            | 86,652 / 86,652                                                 | $9,829,597                                                      |
| 2016. szeptember 26.           | New York           | Egyesült Államok   | Madison Square Garden            | 86,652 / 86,652                                                 | $9,829,597                                                      |
| 2016. szeptember 30.           | Montreal           | Kanada             | Bell Centre                      | 32,155 / 32,155                                                 | $3,370,793                                                      |
| 2016. október 1.               | Montreal           | Kanada             | Bell Centre                      | 32,155 / 32,155                                                 | $3,370,793                                                      |
| 2016. október 3.               | Toronto            | Kanada             | Air Canada Centre                | 62,653 / 62,653                                                 | $6,749,131                                                      |
| 2016. október 4.               | Toronto            | Kanada             | Air Canada Centre                | 62,653 / 62,653                                                 | $6,749,131                                                      |
| 2016. október 6.               | Toronto            | Kanada             | Air Canada Centre                | 62,653 / 62,653                                                 | $6,749,131                                                      |
| 2016. október 7.               | Toronto            | Kanada             | Air Canada Centre                | 62,653 / 62,653                                                 | $6,749,131                                                      |
| 2016. október 10.              | Washington, D.C.   | Egyesült Államok   | Verizon Center                   | 29,043 / 29,043                                                 | $3,279,706                                                      |
| 2016. október 11.              | Washington, D.C.   | Egyesült Államok   | Verizon Center                   | 29,043 / 29,043                                                 | $3,279,706                                                      |
| 2016. október 15.              | Nashville          | Egyesült Államok   | Bridgestone Arena                | 26,434 / 26,434                                                 | $2,828,954                                                      |
| 2016. október 16.              | Nashville          | Egyesült Államok   | Bridgestone Arena                | 26,434 / 26,434                                                 | $2,828,954                                                      |
| 2016. október 25.              | Miami              | Egyesült Államok   | American Airlines Arena          | 27,906 / 27,906                                                 | $3,199,011                                                      |
| 2016. október 26.              | Miami              | Egyesült Államok   | American Airlines Arena          | 27,906 / 27,906                                                 | $3,199,011                                                      |
| 2016. október 28.              | Atlanta            | Egyesült Államok   | Philips Arena                    | 26,507 / 26,507                                                 | $2,924,777                                                      |
| 2016. október 29.              | Atlanta            | Egyesült Államok   | Philips Arena                    | 26,507 / 26,507                                                 | $2,924,777                                                      |
| 2016. november 1.              | Dallas             | Egyesült Államok   | American Airlines Center         | 27,823 / 27,823                                                 | $3,143,958                                                      |
| 2016. november 2.              | Dallas             | Egyesült Államok   | American Airlines Center         | 27,823 / 27,823                                                 | $3,143,958                                                      |
| 2016. november 4.              | Austin             | Egyesült Államok   | Frank Erwin Center               | 25,267 / 25,267                                                 | $2,725,292                                                      |
| 2016. november 5.              | Austin             | Egyesült Államok   | Frank Erwin Center               | 25,267 / 25,267                                                 | $2,725,292                                                      |
| 2016. november 8.              | Houston            | Egyesült Államok   | Toyota Center                    | 25,577 / 25,577                                                 | $3,032,246                                                      |
| 2016. november 9.              | Houston            | Egyesült Államok   | Toyota Center                    | 25,577 / 25,577                                                 | $3,032,246                                                      |
| 2016. november 14.             | Mexikóváros        | Mexikó             | Palacio de los Deportes          | 34,585 / 34,585                                                 | $3,259,064                                                      |
| 2016. november 15.             | Mexikóváros        | Mexikó             | Palacio de los Deportes          | 34,585 / 34,585                                                 | $3,259,064                                                      |
| 2016. november 21.             | Phoenix            | Egyesült Államok   | Talking Stick Resort Arena       | 14,154 / 14,154                                                 | $1,445,379                                                      |
| Szakasz 3 — Óceánia            |                    |                    |                                  |                                                                 |                                                                 |
| 2017. február 28.              | Perth              | Ausztrália         | Domain Stadium                   | 65,000 / 65,000                                                 | $91,336,180                                                     |
| 2017. március 4.               | Brisbane           | Ausztrália         | The Gabba                        | 120,000 / 120,000                                               | $91,336,180                                                     |
| 2017. március 5.               | Brisbane           | Ausztrália         | The Gabba                        | 120,000 / 120,000                                               | $91,336,180                                                     |
| 2017. március 10.              | Sydney             | Ausztrália         | ANZ Stadium                      | 194,834 / 194,834                                               | $91,336,180                                                     |
| 2017. március 11.              | Sydney             | Ausztrália         | ANZ Stadium                      | 194,834 / 194,834                                               | $91,336,180                                                     |
| 2017. március 13.              | Adelaide           | Ausztrália         | Adelaide Oval                    | 70,000 / 70,000                                                 | $91,336,180                                                     |
| 2017. március 18.              | Melbourne          | Ausztrália         | Etihad Stadium                   | 152,300 / 152,300                                               | $91,336,180                                                     |
| 2017. március 19.              | Melbourne          | Ausztrália         | Etihad Stadium                   | 152,300 / 152,300                                               | $91,336,180                                                     |
| 2017. március 23.              | Auckland           | Új-Zéland          | Mount Smart Stadium              | 130,000 / 130,000                                               | $91,336,180                                                     |
| 2017. március 25.              | Auckland           | Új-Zéland          | Mount Smart Stadium              | 130,000 / 130,000                                               | $91,336,180                                                     |
| 2017. március 26.              | Auckland           | Új-Zéland          | Mount Smart Stadium              | 130,000 / 130,000                                               | $91,336,180                                                     |
| Szakasz 4 — Egyesült Királyság |                    |                    |                                  |                                                                 |                                                                 |
| 2017. június 28.               | London             | Anglia             | Wembley Stadion                  | 195,000                                                         | $20,572,500                                                     |
| 2017. június 29.               | London             | Anglia             | Wembley Stadion                  | 195,000                                                         | $20,572,500                                                     |
| Összesen                       | Összesen           | Összesen           | Összesen                         | 2,480,137 / 2,480,137 (100%)                                    | $278,442,753                                                    |

## Törölt állomások
| Dátum           | Város  | Ország | Helyszín        | Oka                   |
| --------------- | ------ | ------ | --------------- | --------------------- |
| 2017. július 1. | London | Anglia | Wembley Stadion | Egészségügyi probléma |
| 2017. július 2. | London | Anglia | Wembley Stadion | Egészségügyi probléma |

## Fordítás
- Ez a szócikk részben vagy egészben  az   Adele Live 2016 című angol Wikipédia-szócikk fordításán alapul.  Az eredeti cikk szerkesztőit annak laptörténete sorolja fel. Ez a jelzés csupán a megfogalmazás eredetét és a szerzői jogokat jelzi, nem szolgál a cikkben szereplő információk forrásmegjelöléseként.